# Infogrames North America
Infogrames North America (INA) est une entreprise américaine d'édition et de distribution de jeux vidéo qui a été créée en 1999. La société est née du rachat d'Accolade par Infogrames Entertainment en avril 1999 qui la renomme Infogrames North America. L'entreprise est fusionnée en octobre 2000 avec GT Interactive Software déjà renommée Infogrames Inc.. La nouvelle entité garde le nom d'Infogrames Inc..

## Description
Le 19 avril 1999, Infogrames Entertainment rachète l'entreprise californienne Accolade,. Ce rachat lui permet de s'introduire sur le marché nord américain. L'entreprise, renommée Infogrames North America, exerce des activités d'édition et de distributions de jeux vidéo.
Infogrames Entertainment rachète GT Interactive Software en décembre 1999 et la renomme Infogrames Inc.. Infogrames North America est fusionné en octobre 2000 avec Infogrames Inc.,.